# Meduza (Bernini)
Meduza je mramorna skulptura istoimenog lika iz klasičnog mita. Izradio ju je talijanski kipar Gian Lorenzo Bernini. Precizan datum nastanka nije poznat, ali vjerojatno je izrađena 1640-ih. Prvi je put dokumentirana 1731. godine kada je predstavljena u Palazzo dei Conservatori u Rimu, a sada je dio zbirki kapitolskih muzeja. Portret se oslanja na mit o Meduzi, zmijokosoj ženi čiji bi pogled pretvorio promatrača u kamen. Za razliku od ostalih prikaza Meduze, poput Perzeja i Meduze Benevenuta Cellinija, Berninijeva Meduza nije prikazana kao pobijeđena figura odsječene glave s tijela, već kao živo čudovište. Bista je restaurirana 2006. godine.

## Mitologija
Meduza je u grčkoj mitologiji, ženska neman, najstrašnija i ujedno najljepša među gorgonama, jedina od njih smrtna. Uz Ateninu i Hermesovu pomoć ubio ju je Perzej odrubivši joj glavu, a tada iz njezina vrata izađoše dva sina, koja je začela s Posejdonom, krilati konj Pegaz i neman Hrisaor. Perzej je njezinu glavu donio Ateni, koja ju je stavila na svoj štit kako bi plašila neprijatelje.
Prema drugoj verziji, ubila ju je Atena jer ju je Meduza bila izazvala na natjecanje u ljepoti. Meduzina glava spominje se i na štitu Zeusa i mnogobrojnih mitskih junaka. Od arhaičnoga doba njezin se lik nalazi na mnoštvu kipova, reljefa, mozaika, na djelima od metala i slično, jer se stavljao na štitove, pročelja hramova, kućno posuđe, zidove u kućama, na novac i drugo. Kao motiv prikazivana je i u kasnijim umjetničkim razdobljima, osobito u renesansi.
Ovidije u Metamorfozama pripovijeda da je Meduza, najljepša i najsmrtonosnija od Gorgona, imala moć okameniti svakoga tko bi se usudio pogledati joj u oči.

## Opis
Suprotno tradicionalnim prikazima Meduze, koji obično predstavljaju samo masku ili odsječenu glavu čudovišta (poput Cellinijevog Perzeja i Meduze), u ovom slučaju Berninijev izbor pada na bistu. Uz to, mlada žena ima savršeno lijepo lice koje nije zastrašujuće niti izobličeno strahom, pronalazeći umjesto toga dodirne točke s Meduzom Rondanini. Ipak, potonja je ljepota bez osjećaja, smatra se opasnom, dok Berninijeva Meduza izražava patnju. Ova patnja posljedica je ugriza zmije i činjenice da će se Meduza pretvoriti u čudovište.
Suprotno tome, povjesničar umjetnosti Irving Lavin primjećuje da nije riječ o fizičkoj boli, već o dubokoj moralnoj patnji: mlada žena izgleda kao plijen gotovo meditativne duhovne muke, kao da se upušta u proces katarze. Za Lavina poprsje je vrsta metaforičnog autoportreta kroz koji kipar pokazuje preobražajnu snagu svoje umjetnosti, stavljene u službu više moralne svrhe. Uzimajući u obzir sličnosti između poprsja Meduze i Costanze Bonarelli, Lavin vjeruje da su to dva djela koja se nadopunjuju. Isti stručnjak u skulpturi vidi dvostruko značenje jer je sama Meduza žrtva okamenjenja koje je čudovište nanijelo ljudima.